# Albufeira (freguesia)
A Freguesia de Albufeira foi uma freguesia portuguesa do Município de Albufeira que tinha 26,82 km² de área e 22 781 habitantes (2011), e, por isso, uma densidade populacional de 849,4 hab/km².
Foi extinta (agregada), em 2013, no âmbito de uma reforma administrativa nacional, tendo sido agregada à freguesia de Olhos de Água, para formar uma nova freguesia denominada Albufeira e Olhos de Água da qual é sede.

## População
| População da freguesia de Albufeira | População da freguesia de Albufeira | População da freguesia de Albufeira | População da freguesia de Albufeira | População da freguesia de Albufeira | População da freguesia de Albufeira | População da freguesia de Albufeira | População da freguesia de Albufeira | População da freguesia de Albufeira | População da freguesia de Albufeira | População da freguesia de Albufeira | População da freguesia de Albufeira | População da freguesia de Albufeira | População da freguesia de Albufeira | População da freguesia de Albufeira |
| ----------------------------------- | ----------------------------------- | ----------------------------------- | ----------------------------------- | ----------------------------------- | ----------------------------------- | ----------------------------------- | ----------------------------------- | ----------------------------------- | ----------------------------------- | ----------------------------------- | ----------------------------------- | ----------------------------------- | ----------------------------------- | ----------------------------------- |
| 1864                                | 1878                                | 1890                                | 1900                                | 1911                                | 1920                                | 1930                                | 1940                                | 1950                                | 1960                                | 1970                                | 1981                                | 1991                                | 2001                                | 2011                                |
| 4 078                               | 4 787                               | 4 871                               | 5 816                               | 6 831                               | 7 390                               | 7 725                               | 7 760                               | 8 517                               | 8 416                               | 7 840                               | 11 979                              | 15 373                              | 16 237                              | 22 781                              |

## Etimologia
Do árabe, al-buhaira(t), com o significado de lago.

## Património
- Edifício da Misericórdia de Albufeira
- Castelo de Albufeira
- Bateria de Albufeira

## Personalidades ilustres
- Barão de Albufeira